# Евстюниха

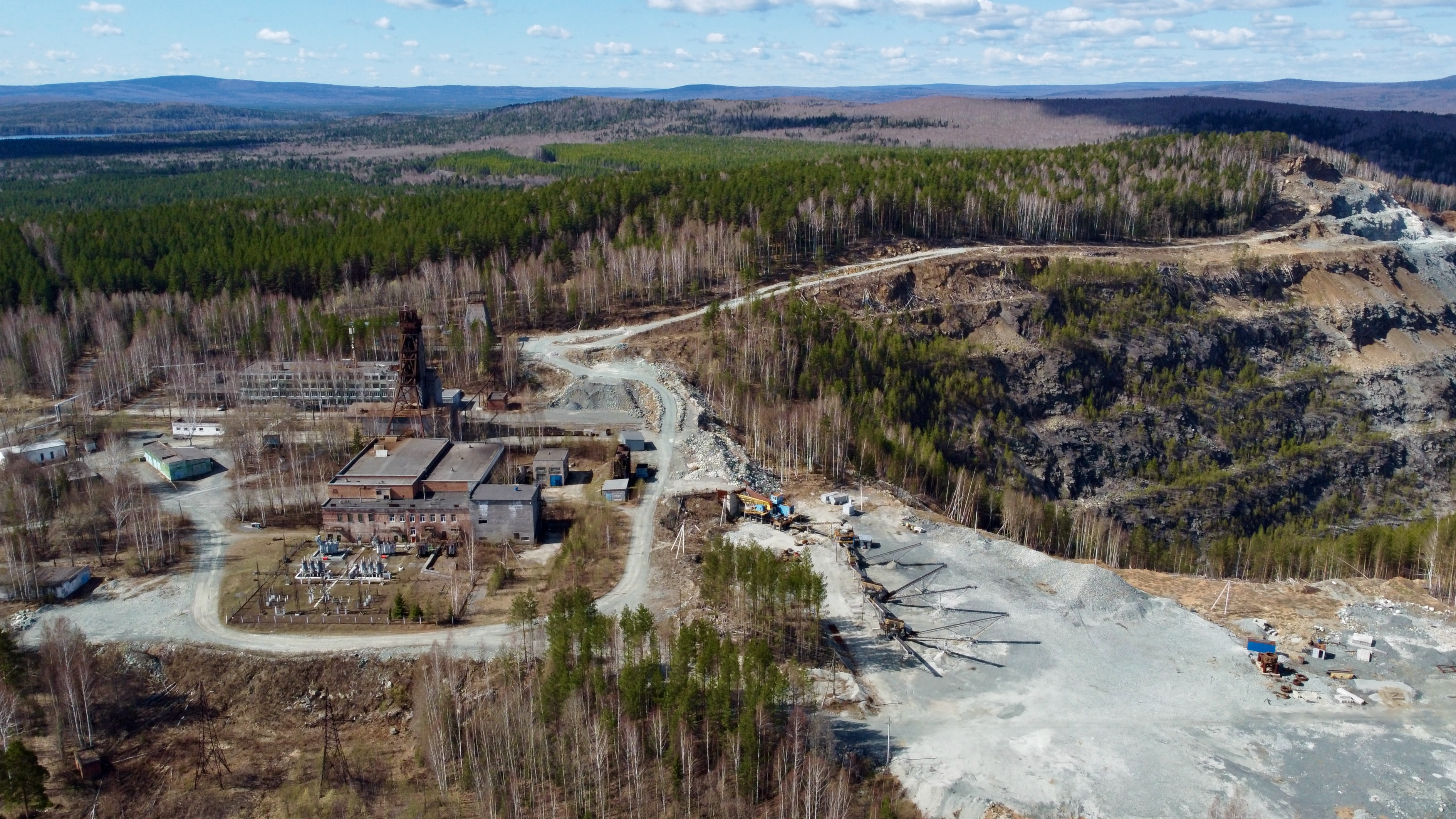
Шахта «Естюнинская» Высокогорского ГОКа к югу от посёлка

Евстю́ниха — посёлок в Свердловской области России. Входит в городской округ город Нижний Тагил.

## География
Посёлок расположен на правом берегу реки Баранчи, к северо-западу от Нижнего Тагила, в 11 километрах (по автотрассе в 9 километрах) от центра города. Рядом с Евстюнихой пересекаются городской Кушвинский тракт и шоссе регионального значения Екатеринбург — Серов. Возле посёлка при слиянии друг с другом обе реки образуют множество мелких озёр-стариц. В окрестностях посёлка, в 4 километрах к северу, на правом берегу реки Тагил расположен ландшафтный природный памятник — скала Медведь-Камень. Южнее, в черте Нижнего Тагила, расположен крайний северо-западный одноимённый жилой район города, в котором есть клуб, почта и магазин.

## История
В середине XX века в районе посёлка Евстюниха были обнаружены останки поселения эпохи раннего неолита. В 1964 году в устье реки Евстюнихи были найдены фрагменты сосудов, наконечники стрел, скребков, ножей, резцов, рыболовных грузил, обломков шлифованных орудий и т. д., а также фигурный тальковый просверленный молот в виде головы лося и керамическая фигурка птицы. По полученным археологическим данным был выделен евстюнинский тип керамики эпохи раннего неолита.

## Население
| 2002 | 2010 |
| ---- | ---- |
| 186  | ↘106 |

Структура
По данным переписи 2002 года национальный состав следующий: русские — 88 %, украинцы — 6 %, татары — 4 %. По данным переписи 2010 года в селе было: мужчин — 48, женщин — 58.

## Инфраструктура
В Евстюнихе есть почта и магазин при автозаправочной станции у шоссе. Остальные объекты инфраструктуры находятся в черте города Нижнего Тагила, в одноимённом городском районе на другом берегу реки Тагил.

### Транспорт
До посёлка можно добраться на проходящих междугородних и пригородных автобусах Нижнего Тагила либо на городском автобусе, идущем до соседнего нижнетагильского района Евстюниха, а далее до посёлка дойти пешком через мост.